# Alluaudomyia maculithorax
Alluaudomyia maculithorax är en tvåvingeart som först beskrevs av Carter, Ingram och John William Scott Macfie 1921.  Alluaudomyia maculithorax ingår i släktet Alluaudomyia och familjen svidknott. Inga underarter finns listade i Catalogue of Life.